# Sandra Pasternak
Sandra Pasternak właściwie Aleksandra Pasternak (ur. 18 października 1946 w Przemyślu, zm. 5 sierpnia 2018 w Warszawie) – polska artystka estradowa, piosenkarka w zespole Czerwono-Czarni.
Laureatka krajowych festiwali piosenki, m.in.: Festiwalu Młodych Talentów w Szczecinie, w 1962 roku, V Ogólnopolskiego Festiwalu Piosenki i Muzyki w Jeleniej Górze, w 1966 roku, Festiwalu Piosenki Żołnierskiej w Kołobrzegu, w 1982 roku. Zdobywczyni I miejsca w Powiatowych Eliminacjach Konkursu Piosenki Radzieckiej w Przemyślu, w 1964 roku oraz I miejsca w Wojewódzkim Konkursie Piosenki Żołnierskiej w Przemyślu, w 1968 roku.
W 1983 roku nagrodzona medalem i odznaczeniem z okazji 35-lecia Działalności Kulturalno-Oświatowej Południowo-Wschodniej Polski, w Rzeszowie.
W 1974 roku była solistką zespołu Czerwono-Czarni, z którym odbyła 3 miesięczne tournée po Związku Radzieckim.
W latach 1976–1978 nagrała dla Polskiego Radia w Warszawie piosenki pt. „To właśnie Warszawa”, skomponowanej przez Janusza Senta, „Uparłam się” i „Mówi mi wiatr”.
W latach 1974–1980 występowała w Stołecznej Estradzie, m.in. w cyklu koncertów radiowych pt. Podwieczorek przy mikrofonie z artystami estrady jak Irena Santor, Jerzy Połomski, Halina Kunicka i Anna German.
W lipcu 1980 roku była gościem programu telewizyjnego Tele-Echo nadawanego na antenie TVP1 i prowadzonego przez Irenę Dziedzic.